# De la tierra a la luna
De la tierra a la luna é uma telenovela mexicana, produzida pela Televisa e exibida em 1966 pelo Telesistema Mexicano.

## Elenco
- Guillermo Orea
- Rafael Llamas
- Luis Gimeno
- Carlos Ancira